# مانويل بيريز فلوريس
مانويل بيريز فلوريس (بالإسبانية: Manuel Pérez Flores) (22 يناير 1980 بغوادالاخارا في المكسيك - ) هو لاعب كرة قدم مكسيكي في مركز الوسط. شارك مع منتخب المكسيك لكرة القدم. أما مع النوادي، فقد لعب مع نادي أطلس ونادي تولوكا ونادي مونتيري وتيبورونيس روخوس دي فيراكروز ونادي موريليا الرياضي وIndios de Ciudad Juárez ‏ ونادي كيريتارو.

## وصلات خارجية
- مانويل بيريز فلوريس على موقع قاعدة بيانات كرة القدم.إي يو (الإنجليزية)
- مانويل بيريز فلوريس على موقع ناشيونال فوتبول تيمز (الإنجليزية)
- مانويل بيريز فلوريس على موقع Soccerway.com (الإنجليزية)